# Gluhi smodnik
Gluhi smodnik (srbohrvaško Gluvi barut) je jugoslovanski vojni film iz leta 1990, ki ga je režiral in zanj napisal scenarij Bato Čengić po istoimenskem romanu Branka Ćopića iz leta 1957. V glavnih vlogah nastopajo Mustafa Nadarević, Branislav Lečić, Fabijan Šovagović, Mira Furlan, Boro Stjepanović in Josip Pejaković. Dogajanje je postavljeno v čas druge svetovne vojne v bošnjaško-srbsko vasico v bosanskih planinah, katere prebivalci se znajdejo razdeljeni med dve ideologiji, oz. med četniki in partizani. Poosebljata jih fanatični partizanski poveljnik Španac (Nadarević) in četniški častnik Miloš Radekić (Lečić). Filmsko glasbo je napisal Goran Bregović.
Film je bil premierno prikazan 15. marca 1990 in je naletel na dobro oceno kritikov. Na Puljskem filmskem festivalu je osvojil glavno nagrado velika zlata arena, zadnjo za najboljši jugoslovanski film, ob tem pa še nagrade za najboljšega igralca (Lečić), filmsko glasbo (Bregović) in masko (Snježana Tomljenović). Na Mednarodnem filmskem festivalu v Moskvi sta Nadarević in Lečić prejela srebrnega sv. Jurija za glavnega igralca, Čengić pa je bil nominiran za zlatega sv. Jurija za režijo. Posnet je v času začetka razpadanja Socialistične federativne republike Jugoslavije, zato je v primerjavi z zgodnejšimi partizanskimi filmi dogajanje prikazano bolj realistično in manj idealizirano, predvajan pa je bil na vrhuncu srbske nacionalistične histerije.

## Vloge
- Mustafa Nadarević kot Španac
- Branislav Lečić kot Miloš Radekić
- Fabijan Šovagović kot duhovnik Novak
- Mira Furlan kot Janja
- Boro Stjepanović kot Luka Kaljak
- Josip Pejaković kot vojvoda Trivun Drakulić
- Zaim Muzaferija kot učitelj Stojan Kekić
- Svetozar Cvetković kot Zunzara
- Enver Petrovci kot Uroš
- Radko Polič kot komisar Vlado
- Marko Nikolić kot Mrki
- Milan Erak kot Mlađen
- Milan Štrljić kot kapetan Rajić
- Zvonko Lepetić kot Lazar
- Zijah Sokolović kot mlinar Gojko